# Коновалов, Василий Андреевич
Василий Андреевич Коновалов (6 февраля 1910 — 9 февраля 1990) — советский военачальник, генерал-майор (13.09.1944).

## Биография
Родился в с. Нижний Мордок Рыльского уезда Курской губернии. Русский.

### Военная служба

#### Межвоенный период
В октябре 1928 года поступил курсантом в Киевскую пехотную школу им. Рабочих Красного Замоскворечья. По окончании в апреле 1931 года был назначен в 300-й стрелковый полк 100-й стрелковой дивизии УВО, где проходил службу командиром взвода, пом. командира и командиром стрелковой роты, командиром учебной роты. С мая 1937 года был начальником штаба батальона и командиром батальона в 298-м стрелковом полку этой же дивизии в КВО. В том же году дивизия была переведена в БВО, а с ноября Коновалов командовал батальоном в 85-м стрелковом полку этой дивизии (дер. Уручье севернее Минска). В июле 1939 года зачислен слушателем в Военную академию РККА имени М. В. Фрунзе.

#### Великая Отечественная война
С началом Великой Отечественной войны майор В. А. Коновалов в июле 1941 года был выпущен из академии и назначен командиром 856-го стрелкового полка 283-й стрелковой дивизии ОрВО, формировавшейся в г. Щигры Курской области. С 6 по 8 сентября она была переброшена на ст. Клюковники и находилась в резерве Брянского фронта. С 19 сентября дивизия вошла в состав оперативной группы генерала А. Н. Ермакова для участия в частной наступательной операции по освобождению г. Глухов. Однако 30 сентября противник упредил войска Брянского фронта и сам перешел в наступление на орловском направлении. Войска фронта, в том числе и 283-я стрелковая дивизия, оказались в окружении, откуда с тяжелыми боями пробивались на тульском направлении. После выхода из окружения с 22 октября дивизия вошла в 13-ю армию Юго-Западного фронта, затем из г. Льгов отошла к г. Щигры, уничтожив за собой все переправы. 30 октября, в связи с прорывом подвижных войск противника на орловском направлении, она была переведена в район г. Ефремов и, войдя в подчинение 3-й армии, вела оборонительные бои в полосе Медведки, Яблоново, Хмелевое. В ходе контрнаступления под Москвой с 11 декабря 1941 года её части принимали участие в Елецкой наступательной операции и освобождении г. Ефремов. Продолжая наступление, они к 29 декабря вышли к р. Зуша и захватили плацдарм на её зап. берегу северо-западнее г. Новосиль.
18.1.1942 за отличия в боях командир полка майор Коновалов был награждён орденом Красной Звезды и выдвинут на должность начальника штаба 283-й стрелковой дивизии. С 16 января 1942 года дивизия находилась в резерве 3-й армии. В течение февраля — марта она провела три частные операции по захвату плацдармов на реках Зуша и Ока в районах Бабенково, Чегодаево, Хмелевое, Кривцово и Тимцы (Орловской обл.).
С мая Коновалов исполнял должность зам. командира дивизии. До февраля 1943 года её части обороняли важную ж.-д. магистраль и шоссе Орёл — Москва на мценском плацдарме. 11.3.1943 полковник Коновалов был назначен командиром 283-й стрелковой дивизии и воевал с ней до конца войны. С 13 марта она в составе 3-й армии была включена в Центральный, а с 27 марта — в Орловский фронты (с 28 марта — Брянский фронт 3-го формирования). В ходе Курской битвы в середине июля 1943 г. дивизия была введена в сражение на Курском выступе. В ночь на 21 июля её части с ходу форсировали р. Ока и захватили два плацдарма. В тот же день под г. Орёл Коновалов был тяжело ранен. После выхода из госпиталя в октябре он вновь вступил в командование 283-й стрелковой дивизией и участвовал с ней в Гомельско-Речицкой наступательной операции.
Приказом ВГК от 26.11.1943 за освобождение г. Гомель ей присвоено наименование «Гомельская». С конца ноября и в декабре 1943 года она находилась в обороне в 15 км от г. Быхов, затем вела наступательные бои на захваченном плацдарме на Днепре, завершившиеся образованием южного фаса Могилёвского выступа. Летом 1944 года дивизия под его командованием успешно действовала в Белорусской наступательной операции. Трижды она отмечалась в приказах ВГК (за освобождение городов Бобруйск, Волковыск и Белосток).
7 августа 1944 года части дивизии перешли границу с Польшей и наступали вдоль Варшавского шоссе. 12 октября дивизия завязала бои за г. Рожан, затем закрепилась на достигнутых рубежах. Во второй половине декабря она была выведена во второй эшелон 41-го стрелкового корпуса, затем в его составе с 16 января 1945 года в составе войск 2-го Белорусского фронта перешла в наступление и участвовала в Восточно-Прусской наступательной операции. 20 января её части вторглись в пределы Восточной Пруссии и наступали на Вилленберг.
В середине февраля они вели бои в 10 км севернее г. Мельзак, а ко 2 марта вышли к заливу Фришес-Хафф. 8 апреля дивизия была переброшена на 1-й Белорусский фронт в район г. Франкфурт-на-Одере и с 16 апреля участвовала в Берлинской наступательной операции.
За время войны комдив Коновалов был девять раз персонально упомянут в благодарственных приказах Верховного Главнокомандующего.

#### Послевоенное время
После войны генерал-майор Коновалов продолжал командовать этой дивизией. С января 1946 года по июнь 1948 года учился в Высшей военной академии имени К. Е. Ворошилова, затем с октября был начальником 1-го отдела Управления высших военно-учебных заведений. С января 1950 года по январь 1951 года находился на лечении по болезни. После выздоровления он вновь исполнял должность начальника отдела высших военно-учебных заведений Главного управления боевой и политической подготовки Сухопутных войск. С декабря 1951 года там же исполнял должность начальника 9-го отдела Управления боевой подготовки.
В феврале — мае 1953 года состоял в распоряжении ГУК, затем назначен зам. начальника по оперативно-тактической и строевой подготовке Военного педагогического института Сов. армии. В декабре направлен в ГСВГ пом. командующего по пехоте 2-й гвардейской механизированной армии, а с ноября 1954 года исполнял должность пом. командующего и начальника отдела боевой подготовки армии. С мая 1958	года служил в той же должности в 1-й отдельной армии в Румынии. С апреля 1959 года был зам. командующего войсками и начальником Управления боевой подготовки Северного ВО, с октября 1960 года — зам. командующего войсками по боевой подготовке и вузам, он же начальник отдела боевой подготовки и вузов ПриВО. 20.11.1962 уволен в отставку.
Возглавлял совет ветеранов 283-й стрелковой Краснознаменной Гомельской ордена Суворова II степени дивизии.
Умер 9 февраля 1990 г. Похоронен на Троекуровском кладбище Москвы.

## Награды и звания
- Орден Ленина[4] (1953[5])
- 3 ордена Красного Знамени[4] (27.07.1943, 1945, 1948[5])
- Орден Суворова II степени[4] — Указом Президиума Верховного Совета СССР «О награждении орденами Суворова, Кутузова и Богдана Хмельницкого генералов и офицерского состава Красной Армии» от 15 января 1944 года[6]
- Орден Кутузова II степени[4] (23.07.1944)
- 2 ордена Отечественной войны I степени[4] (10.02.1945, 06.04.1985)
- 2 ордена Красной звезды[4] (18.01.1942, 03.11.1944[5])
- Медали СССР[4]
- Офицер ордена «Легион почёта» (США)[4]
- Орден Virtuti Militari (Польша)[4]
- Медаль «Дружба» (Румыния)[4]

Приказы (благодарности) Верховного Главнокомандующего в которых отмечен В. А. Коновалов
- За овладение городом областным и крупным промышленным центром Белоруссии городом Гомель — важным узлом железных дорог и мощным опорным пунктом обороны немцев на полесском направлении. 26 ноября 1943 года. № 46.
- За овладение штурмом городом и крупным промышленным центром Белосток — важным железнодорожным узлом и мощным укрепленным районом обороны немцев, прикрывающим пути к Варшаве. 27 июля 1944 года № 151.
- За овладение штурмом городом и крепостью Остроленка — важным опорным пунктом обороны немцев на реке Нарев. 6 сентября 1944 года № 184.
- За прорыв сильно укрепленной оборону немцев на южной границе Восточной Пруссии, вторглись в её пределы и овладение городами Найденбург, Танненберг, Едвабно и Аллендорф — важными опорными пунктами обороны немцев. 21 января 1945 года. № 239.
- За овладение городами Восточной Пруссии Вилленберг, Ортельсбург, Морунген, Заальфельд и Фрайштадт — важными узлами коммуникаций и сильными опорными пунктами обороны немцев. 23 января 1945 года. № 246.
- За овладение штурмом городами Вормдитт и Мельзак — важными узлами коммуникаций и сильными опорными пунктами обороны немцев. 17 февраля 1945 года. № 282.
- За овладение городом Браунсберг — сильным опорным пунктом обороны немцев на побережье залива Фриш-Гаф. 20 марта 1945 года. № 303.
- За завершение ликвидации окруженной восточно-прусской группы немецких войск юго-западнее Кенигсберга. 29 марта 1945 года. № 317.
- За завершение ликвидации группы немецких войск, окруженной юго-восточнее Берлина. 2 мая 1945 года. № 357.

## Почётные звания
Почётный гражданин Костюковичи, Славгорода, Мценска, Новогрудка, Быхова (присвоено 18 июня 1969 года).
Имя В. А. Коновалова занесено в Книгу Славы Новогрудского района (2007).

## Память
- Экспозиция в Костюковичском краеведческом музее[12].